# عثمان القريني
عثمان القريني (6 يناير 1956) إعلامي ولاعب كرة قدم ومدرب أردني سابق. من أصل فلسطيني، وهو ابن مدرسة الراحل سليم حمدان «شيخ الإعلاميين»  والأب الروحي في نادي الوحدات

## حياته ومشواره المهني
حاصل على ماجستير في الرياضة متزوج ولديه سبعة أولاد، لاعب سابق في كرة القدم بنادي الوحدات، ولاعب سابق في الكرة الطائرة بنادي الوحدات والمنتخب الأردني عام 1974، درّب أندية الوحدات وسحاب، عمان عين كارم والأرثوذكسي حطين وشلنر لكرة القدم، درب المنتخب الأردني للشباب لكرة القدم عام 1983، فاز مع نادي الوحدات ببطولة الدوري الممتاز عام 1980 وكان إنجازا كبيرا جدا كونها أول بطولة دوري يحققها الوحدات في الدوري الأردني، صعد بنادي سحاب من الدرجة الثالثة إلى الثانية إلى الأولى إلى الممتاز في خمس سنوات.

## العمل التلفزيوني
- في عام 1979 تم ترشيحه للعمل في مجلة الرياضي وهي جريدة أردنية اسبوعية متخصصة
- دخل إلى عالم التلفزيون في عام 1980 مع الأستاذ محمد جميل عبد القادر، وقد كان يعمل حينها بنظام المكافأة، حيث كان يشارك في إعداد برنامج أسبوعي (اخبار الشباب والرياضة)، وأحيانا يقوم بعمل مقابلات وتغطية بعض الأنشطة.
- بدأ التعليق عام 1980 في دورة الألعاب الأولمبية في موسكو.
- أصبح مدير تحرير جريدة الرياضي عام 1985.
- في عام 1987 عاد إلى التدريس من جديد في كلية عمان (جبل الحسين) وحتى عام 1992.
- انقطع عن التلفزيون الأردني من عام 1987 وحتى عام 1992 حيث عاد إلى العمل متفرغا للتلفزيون.
- كانت النقلة النوعية باختياره للمشاركة في التعليق في نهائيات كاس العالم 1994 من قبل إتحاد إذاعات الدول العربية حيث قام بالتعليق على معظم مباريات البرازيل، ودليل على النجاح فقد طلب اتحاد الإذاعات أن يستمر حتى نهاية البطولة، علما بأنه كان مقررا له أن يغادر الولايات المتحدة بعد نهاية دور 16. لكنه تولى التعليق في مباريات دور الثمانية ومباريات تحديد المركزين الثالث والرابع والتي جمعت السويد وبلغاريا.

ومن ثم تلاحقت الأحداث التي تم اختياره للتعليق عليها واهمها:
- دورة الألعاب الآسيوية 1994 هيروشيما
- الألعاب الأولمبية الصيفية في اتلانتا عام 1996
- اختياره مرة أخرى للتعليق على مباريات كاس العالم عام 1998 حيث تولى التعليق على مباراة الافتتاح بين البرازيل واسكتلندا وعدة مباريات في الدور الأول والدور الثاني وربع النهائي ونصف النهائي بين البرازيل وهولندا.
- دورة الألعاب الأولمبية في سيدني 2000
- عمل كمعلق ومذيع ومنتج رياضي لمدة تزيد عن 25 سنة في التلفزيون الأردني، كما قدم العديد من البرامج الرياضية في التلفزيون الأردني مثل المجلة الرياضية وبرنامج جووول وبرنامج هذه نوادينا ونشرة أخبار الرياضة في النشرة الإخبارية الرئيسية الساعة الثامنة في التلفزيون الأردني والتعليق على الدوري الإسباني وأبطال أوروبا في التلفزيون الأردني
- تولى التعليق على حفلي الافتتاح والختام ومنافسات ألعاب البحر الأبيض المتوسط 2001 مع الفريق العربي الموحد في تونس.
- منذ فترة تأسيس قنوات الجزيرة الرياضية تم اختياره للعمل معها حيث انضم إليها في العاصمة القطرية - الدوحة - في عام 2003 التي تحولت فيما بعد إلى قنوات بي ان سبورتس الرياضية وما زال على رأس عمله كمعلق ومذيع ومنتج برامج وثائقية.

## أهم الأحداث الرياضية التي غطاها

### أولا نهائيات كأس العالم
- نهائيات كأس العالم عام 1982 التي أقيمت في أسبانيا. تم التعليق على عدد من المباريات عبر ستوديوهات التلفزيون الأردني.
- نهائيات كأس العالم عام 1986 التي أقيمت في المكسيك. تم التعليق على بعض المباريات من ستوديوهات التلفزيون الأردني.
- نهائيات كأس العالم عام 1994 في أمريكا. تم التعليق على عدد من المباريات من قلب الحدث مباشرة. ضمن الفريق العربي الموحد لإتحاد إذاعات الدول العربية.
- نهائيات كأس العالم في فرنسا عام 1998. تم التعليق على عدد من المباريات من قلب الحدث ضمن الفريق العربي الموحد.
- نهائيات كأس العالم عام 2002 في كوريا الجنوبية واليابان. تم التعليق على عدد من المباريات. ومذيع ستوديو التحليل من ستوديوهات التلفزيون الأردني
- نهائيات كأس العالم عام 2010 مع الجزيرة الرياضية في جنوب إفريقيا. حيث تم تغطية البطولة من قلب الحدث كمنتج ومشرف على برنامج (جماهير المونديال) مع الجزيرة الرياضية.
- نهائيات كأس العالم عام 2014 مع قنوات بي ان سبورتس في البرزايل. كعضو في فريق المعلومات والإنتاج

### ثانياً: الدورات الأولمبية
- دورة موسكو عام 1980 من ستوديوهات التلفزيون الأردني.
- دورة لوس أنجلوس عام 1984 من ستوديوهات التلفزيون الأردني.
- دورة سوول عام 1988 كصحفي في جريدة الشعب الأردنية.
- دورة برشلونة عام 1992 من ستوديوهات التلفزيون الأردني.
- دورة أتلانتا عام 1996 من قلب الحدث ضمن الفريق العربي الموحد للدول العربية.
- دورة سيدني عام 2000 من قلب الحدث. ولأغلب الدول العربية.
- دورة أثينا عام 2004 مع الجزيرة الرياضية من ستوديوهات الجزيرة في الدوحة.
- دورة بكين عام 2008 من قلب الحدث مع الجزيرة الرياضية. كمعلق عام ومعلق على العاب القوى من الملعب
- دورة لـندن عام 2012 من فلب الحدث مع الجزيرة الرياضية. والتعليق على العاب القوى وحفل الختام من الملعب مباشرة
- دورة ريو دي جانيرو 2016 مع beIN Sports (الجزيرة الرياضية سابقا)، وتغطية العاب القوى من الملعب مباشرة وحفل الختام

### ثالثاً دورات الألعاب الآسيوية
- دورة هيروشيما عام 1994 من قلب الحدث ضمن الفريق العربي الموحد للدول العربية.
- دورة الدوحة عام 2006 من الدوحة مع الجزيرة الرياضية.
- دورة غوانجو في الصين عام 2010 من قلب الحدث مع الجزيرة الرياضية. والتعليق على حفلي الافتتاح والختام والعاب القوى من الملعب مباشرة
- دورة اينشون في كوريا الجنوبية عام 2014 من ستوديوهات بي ان سبورتس في الدوحة والتعليق على حفلي الافتتاح والختام ومنافسات العاب القوى والجمباز الفني ورياضات أخرى
- دورة جاكرتا في اندونيسيا 2018 من ستوديوهات بي ان سبورتس في الدوحة والتعليق على حفلي الافتتاح والختام والعاب القوى والجمباز الفني ورياضات أخرى

## عمله
- رئيس تحرير سابق لمجلة الرياضي الأردنية
- صحفي رياضي سابق في صحف الشعب والأسواق والدستور الأردنية

## كتب أصدرها
- صدر له عدة كتب رياضية أبرزها الأقوياء في نهائيات كأس العالم والدورات الرياضية العربية مع الزملاء صالح رشيد وتيسير العميري. بجانب كتب أخرى أصدرها. منها الوحدات المارد الأخضر - رهوان الفيصلي إبراهيم مصطفى - الحارس الفذ باسم تيم وعدة كتب عن تاريخ كرة القدم الأردنية مع الزميل تيسير العميري.
- حضر دورات تدريبية دولية متقدمة في كرة القدم في كل من اسكتلندا والبرازيل والبحرين والسعودية.

## في الجزيرة الرياضية وبي إن سبورت
انضم إلى قناة الجزيرة الرياضية منذ انطلاقتها عام 2003، وبقي فيها بعد تحولها إلى بي إن سبورت العربية